# Ceràmica minoica

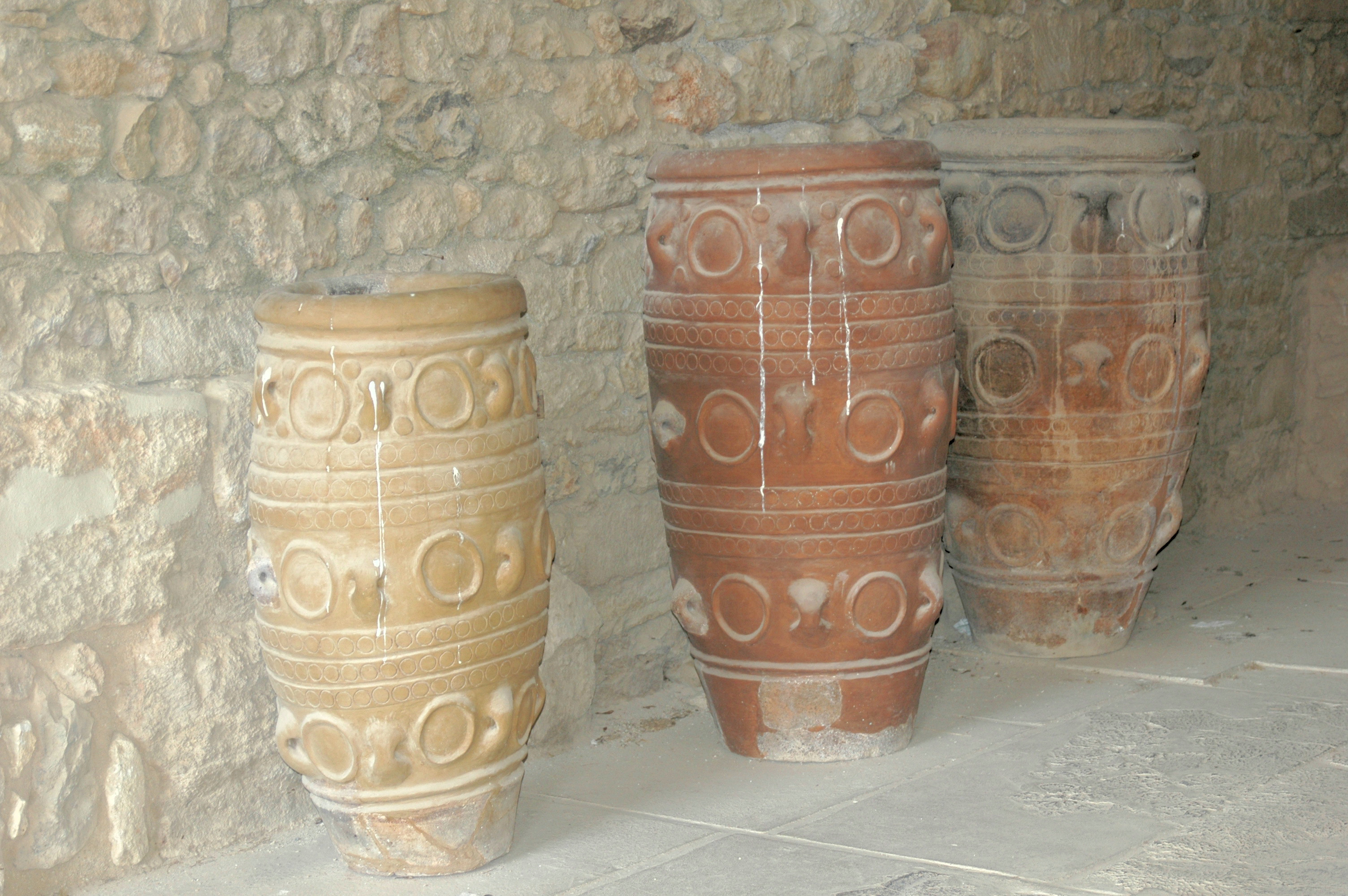
"Pithos medalló", o gerres d'emmagatzematge, al palau de Cnossos. Nomenades així pels discs en relleu amb forma de medallons; daten del Minoic mitjà III/Minoic final IA.

La ceràmica minoica és més que una eina útil per datar la civilització minoica. La seva ràpida seqüència d'estils artístics revela el plaer en la novetat, i a més ajuda als arqueòlegs a assignar les dates relatives dels estrats arqueològics. Ceràmica contenint olis i ungüents, exportats des segle xviii a. C. de Creta, han estat trobats en llocs de les illes del Egeu i el continent grec, a Xipre, al llarg de la costa de Síria i a Egipte, mostrant els alts contactes comercials amb els minoics. L'excel·lent ceràmica de Kamares i la del període minoic final estampada de «estil marí» són els punts àlgids de la ceràmica minoica.

## Cronologia tradicional
| 3500–2900 BC | EMI    | Prepalacial                                          |
| 2900–2300 aC | EMII   | Prepalacial                                          |
| 2300–2100 aC | EMIII  | Prepalacial                                          |
| 2100–1900 aC | MMIA   | Prepalacial                                          |
| 1900–1800 aC | MMIB   | Protopalacial (Període del Palau Vell)               |
| 1800–1750 aC | MMIIA  | Protopalacial (Període del Palau Vell)               |
| 1750-1700 aC | MMIIB  | Neopalacial (Període del Palau Nou)                  |
| 1700–1650 aC | MMIIIA | Neopalacial (Període del Palau Nou)                  |
| 1650–1600 aC | MMIIIB | Neopalacial (Període del Palau Nou)                  |
| 1600–1500 aC | LMIA   | Neopalacial (Període del Palau Nou)                  |
| 1500–1450 aC | LMIB   | Pospalacial (Cnossos; Final Període final del Palau) |
| 1450–1400 aC | LMII   | Pospalacial (Cnossos; Final Període final del Palau) |
| 1400–1350 aC | LMIIIA | Pospalacial (Cnossos; Final Període final del Palau) |
| 1350–1100 aC | LMIIIB | Pospalacial (Cnossos; Final Període final del Palau) |

La cronologia tradicional per datar la civilització minoica va ser desenvolupada per Arthur Evans en els primers anys del segle xx. La seva terminologia i la proposta per Nikolaos Platon encara s'usa en general i és la que apareix en aquest article. Evans va classificar la ceràmica segons els canvis en la seva forma i estil de decoració. Platon es va concentrar en la història episòdica del Palau de Cnossos. Actualment existeix un nou mètode: l'anàlisi de l'estructura, que posa l'èmfasi en l'anàlisi geològic de la sorra i sobretot de trossos de ceràmica no decorats com si fossin roques. La classificació resultant està basada en la composició dels trossos de ceràmica.

## Minoic antic

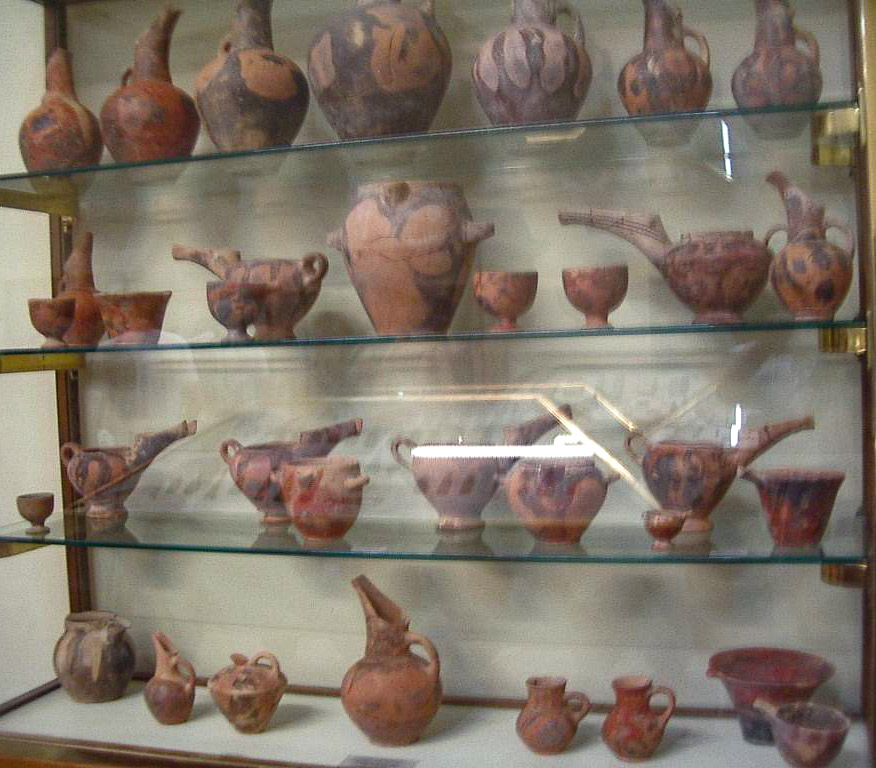
Prestatgeria de ceràmica del Minoic Antic, principalment ceràmica Vasilikí, Museu d'Iràklio.

En general, el període es caracteritza per un gran nombre d'articles locals amb freqüents paral·lelismes o importacions ciclàdics, el que suggereix una població de mestissatge ètnic provinent de diversos emplaçaments a l'Egeu oriental o també d'origen més ampli.

### NF, MI I
La ceràmica del Minoic inicial fins a un cert punt va continuar, i possiblement va evolucionar del Neolític final (NF) sense una greu ruptura. És usat en aquest sentit general a l'arqueologia d'Europa, (NF) sense una greu ruptura. Molts han suggerit que la civilització minoica va evolucionar in situ i no va ser importada de l'Est. La seva altra característica principal és la seva varietat de setge a setge, i això és indicatiu del localisme de les tradicions socials del Minoic inicial (MI).
Estudis de la relació entre MI I i el NF han estat realitzats principalment a l'Est de Creta. Allà el Neolític final té afinitat amb les Cíclades, mentre tots dos establiments del NF i MI I eren contemporanis, amb el MI I reemplaçant gradualment el NF. De les tres possibilitats, no immigració, total reemplaçament de nadius per immigrants, immigrants establerts entre nadius, Hutchinson té la següent opinió: «El Neolític a Creta no finalitza amb una catàstrofe; la seva cultura es va desenvolupar a l'edat del bronze sota la pressió de la infiltració de relativament petites bandes d'immigrants del sud i de l'est, on el coure i el bronze havien estat usats molt temps».

### Ceràmica de Pirgos

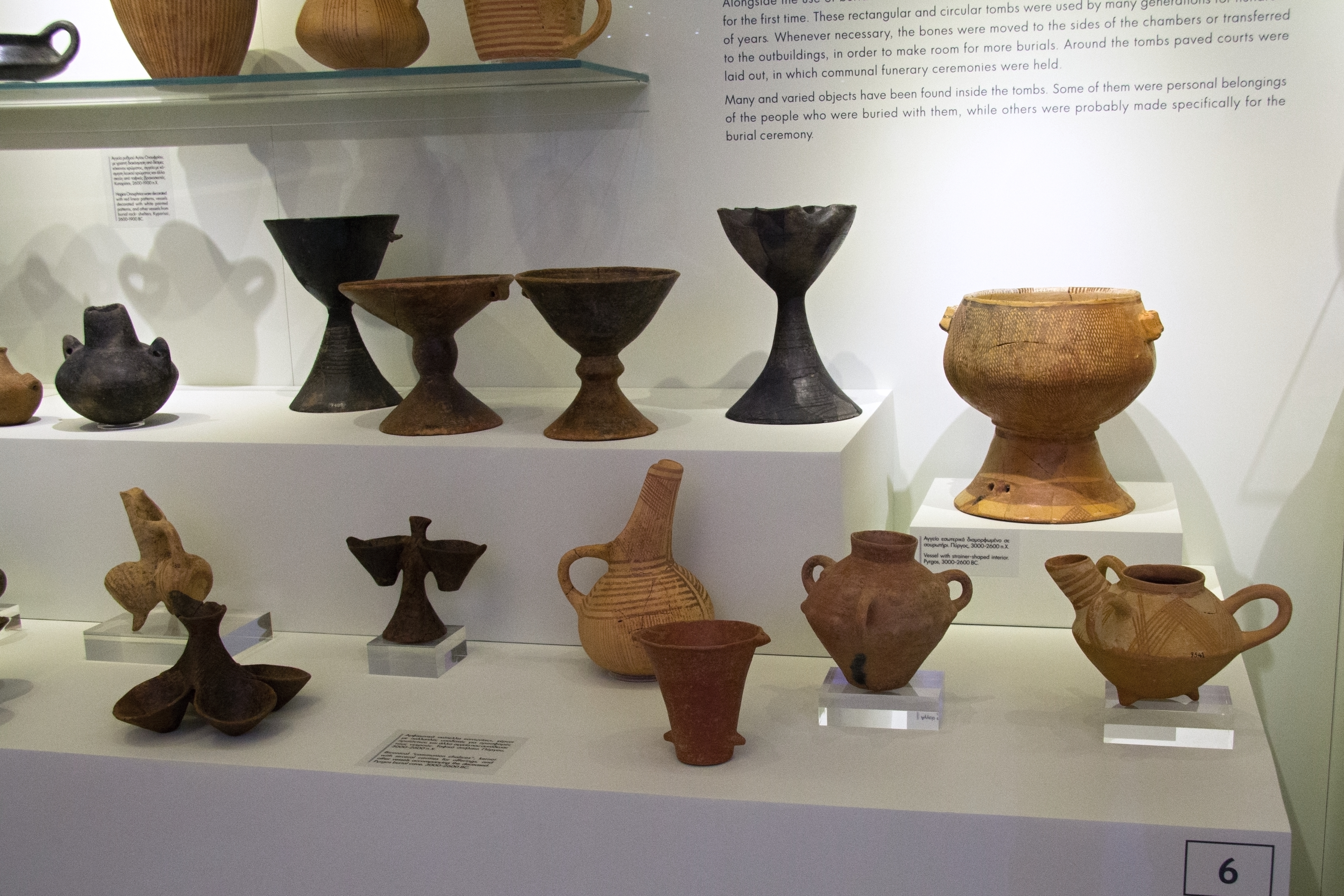
Ceràmica primerenca de Pirgos, 3000-2600 aC, Museu Arqueològic de Càndia (AMH)-

Els tipus del Minoic inicial inclouen la ceràmica de Pirgos, també nomenada ceràmica brunyida. L'etapa prepalacial de Creta, amb nova gent vinguda de l'Àsia Menor, presenta una ceràmica que, als primers nivells del Minoic inicial, reemplaça les formes neolítiques. La forma més característica era la de calze de peu alt, la qual una copa combinada amb una forma d'embut podia ser col·locada sobre una superfície ferma sense vessar-se, juntament amb vasos de dues nanses i bols globulars amb nanses perforades per permetre la seva suspensió mitjançant cordes.
Quan el jaciment de Pyrgos era un refugi de roca usat com a ossera, alguns especulen sobre la hipòtesi d'un ús cerimonial. Aquest tipus de ceràmica era negra, grisa o marró, de superfície brunyida i decoració també brunyida amb algun tipus de línies concises gravades, creuades o trencades. Podria haver imitat la fusta.

### Ceràmica incisa
Un altre tipus del MI I, és la ceràmica incisa, també nomenada ceràmica gravada, va ser feta a mà, de part inferior arrodonida, gerres fosques brunyides La decoració predilecta era dibuixos de línia gravats, verticals, horitzontals o dibuixos en espiga. Aquests vasos són del nord i nord-est de Creta i semblen modelat després de la fase de Kampos de la cultura Grotta-Pelos del Ciclàdic inicial I. Algúns ha suggerit importacions o immigracions.

### Hagios Onouphrios, Lebena

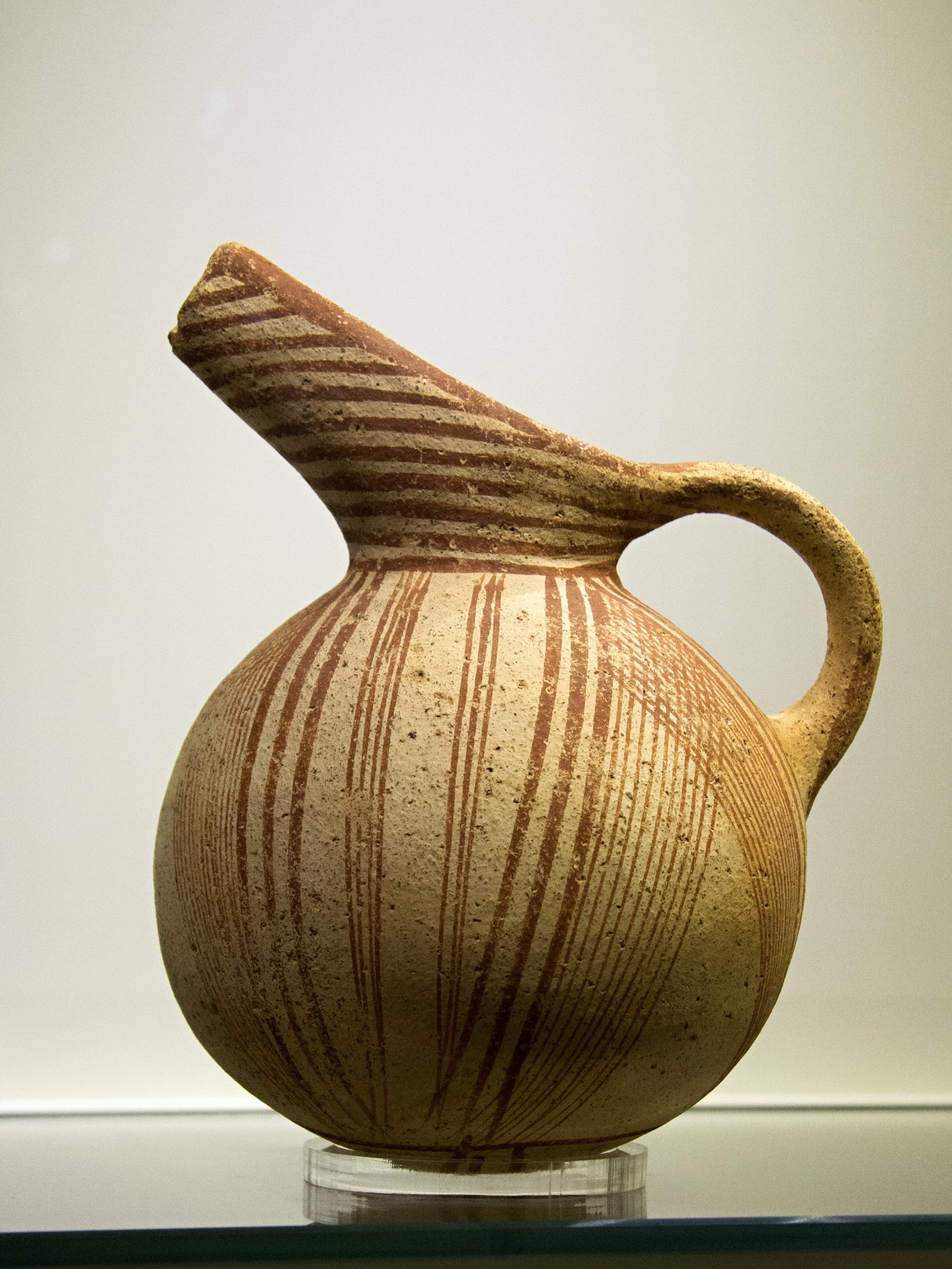
Hagios Onouphrios amb decoració de línia paral·lela pintada, 2600-1900 aC, AMH

A finals del MI I, un altre estil ceràmic s'estén per tota l'illa de Creta, és el denominat de ceràmica de Hagios Onouphrios, pel jaciment del mateix nom situat al centre de Creta.
Amb un fons de color crema, la decoració pintada forma sèries de línies ocres o vermelles paral·leles i creuades. La forma més important és la gerra de bec, a més de les tasses, copes còniques i bols. La ceràmica va arribar del nord i sud de la Creta central, feta com la ceràmica Lebena dels mateixos tipus però decorada amb pintura blanca sobre fons pintat de vermell. L'última va provenir de les tombes del MI I.

### Kumasa i ceràmica fina grisa
Al EM IIA els dissenys geomètrics de la ceràmica Kumasa semblen haver-se desenvolupat de la ceràmica d'Agios Onouphrios. Els dissenys són en vermell o negre sobre fons clar. Les formes són copes, bols i gerres.

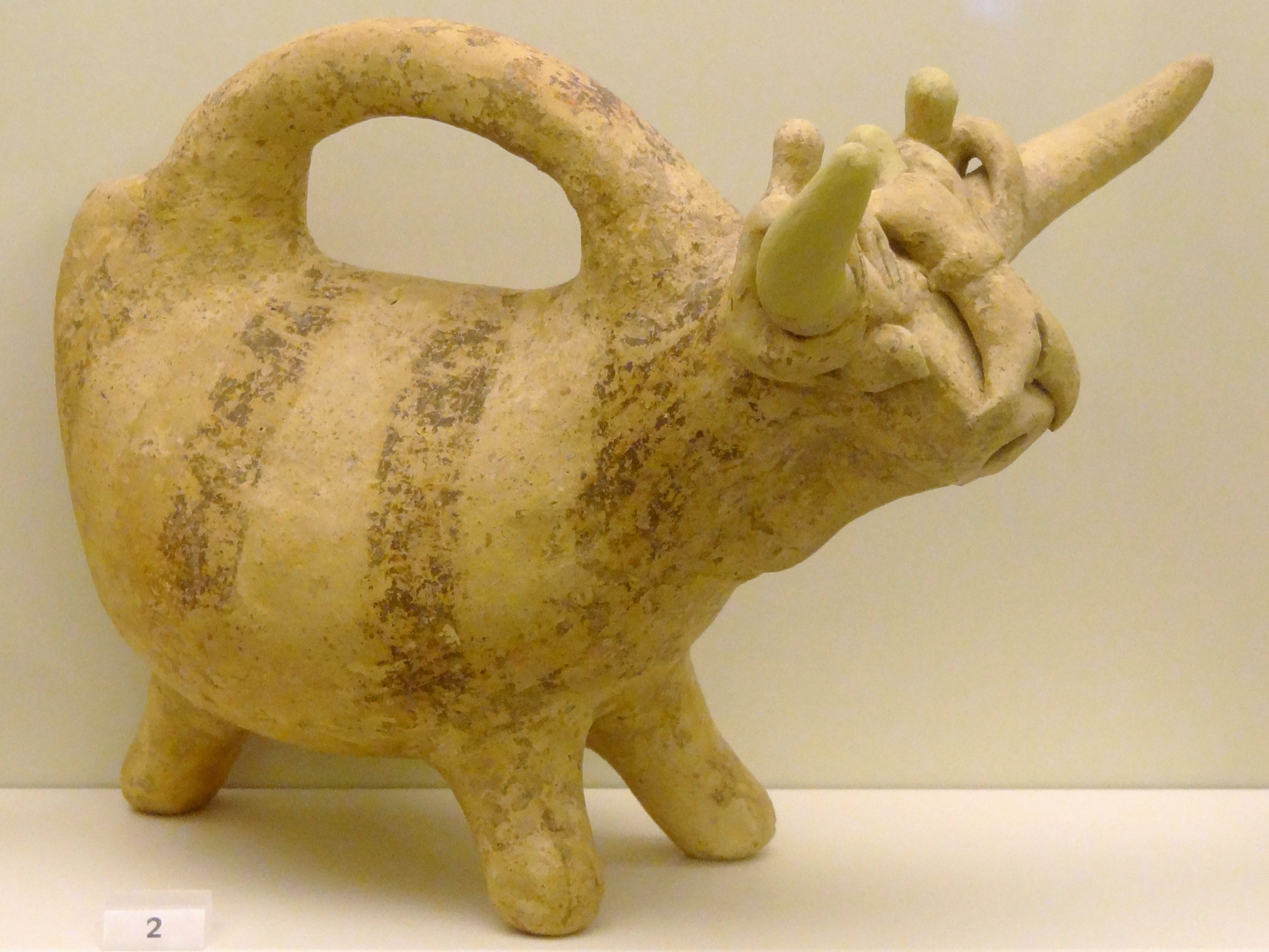
Un dels ritons trobats a la necròpoli de Kumasa.

Existeixen atuells amb siluetes d'animals (principalment toros) i fins i tot de figures humanes, destacant les que van aparèixer en els thóloi de Kumasa i tombes d'habitació d'Mojlos. D'aquesta última és també conegut el ritón en forma de dona embarassada els pits feien de broc, una basta representació de la fecunditat. També des del EM IIA estan els pixis cilíndrics i esfèrics anomenats ceràmica fina grisa o ceràmica grisa, de superfície polida amb diagonals incises, punts, anells i semicercles.

### Ceràmica Vasilikí

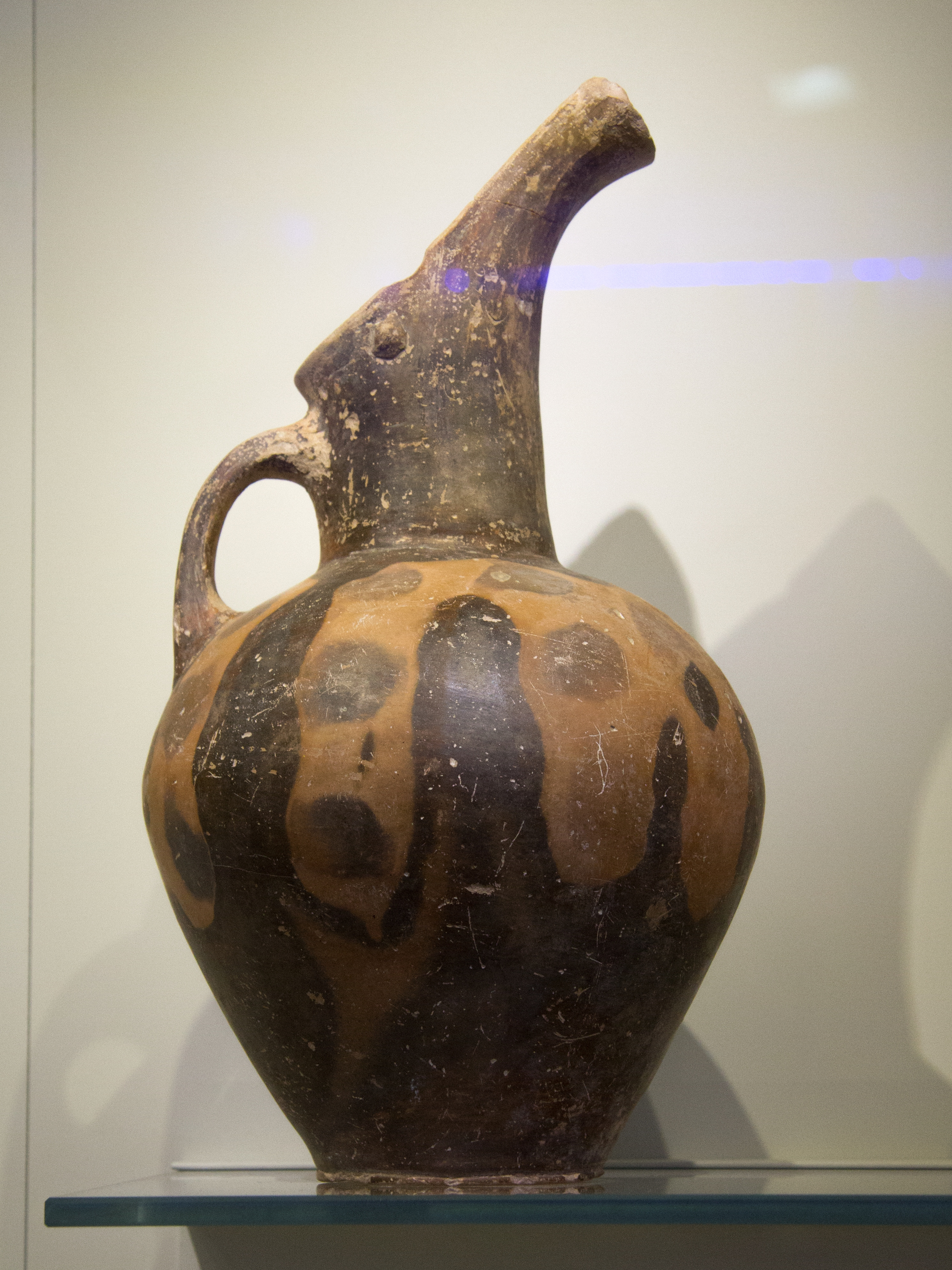
Ceràmica Vasilikí de l'estil «tetera», 2400-2200 aC. AMH

Al MI IIA i IIB, la ceràmica Vasilikí, anomenada així pel jaciment minoic a l'est de Creta, la característica principal d'aquest estil és que té una superfície flamejada adornada amb diferents colors, que es va aconseguir mitjançant una combustió no uniforme, en allargades gerres acabades en pics semicirculars mostren els començaments de la tradició d'elegància minoica.
Aquesta ceràmica amb predomini de la forma anomenada «tetera», presentava una superfície decorada a força de pintura vermella i negra disposada en taques o flamejada, com també se l'anomena. Aquest tractament sembla que va començar sent accidental, per haver cuit els atuells a foc obert. Però després es va realitzar deliberadament per produir aquest efecte ornamental. L'any 1900, l'arqueòleg britànic David George Hogarth va trobar en el canó de Zakros una tassa creada en aquest estil. Durant les excavacions de 1904 a Vasiliki per Richard Berry Seager es van arribar a trobar fins a 180 gots d'aquest nou estil.

### Ceràmica del MI
Del període, Hutchinson diu:

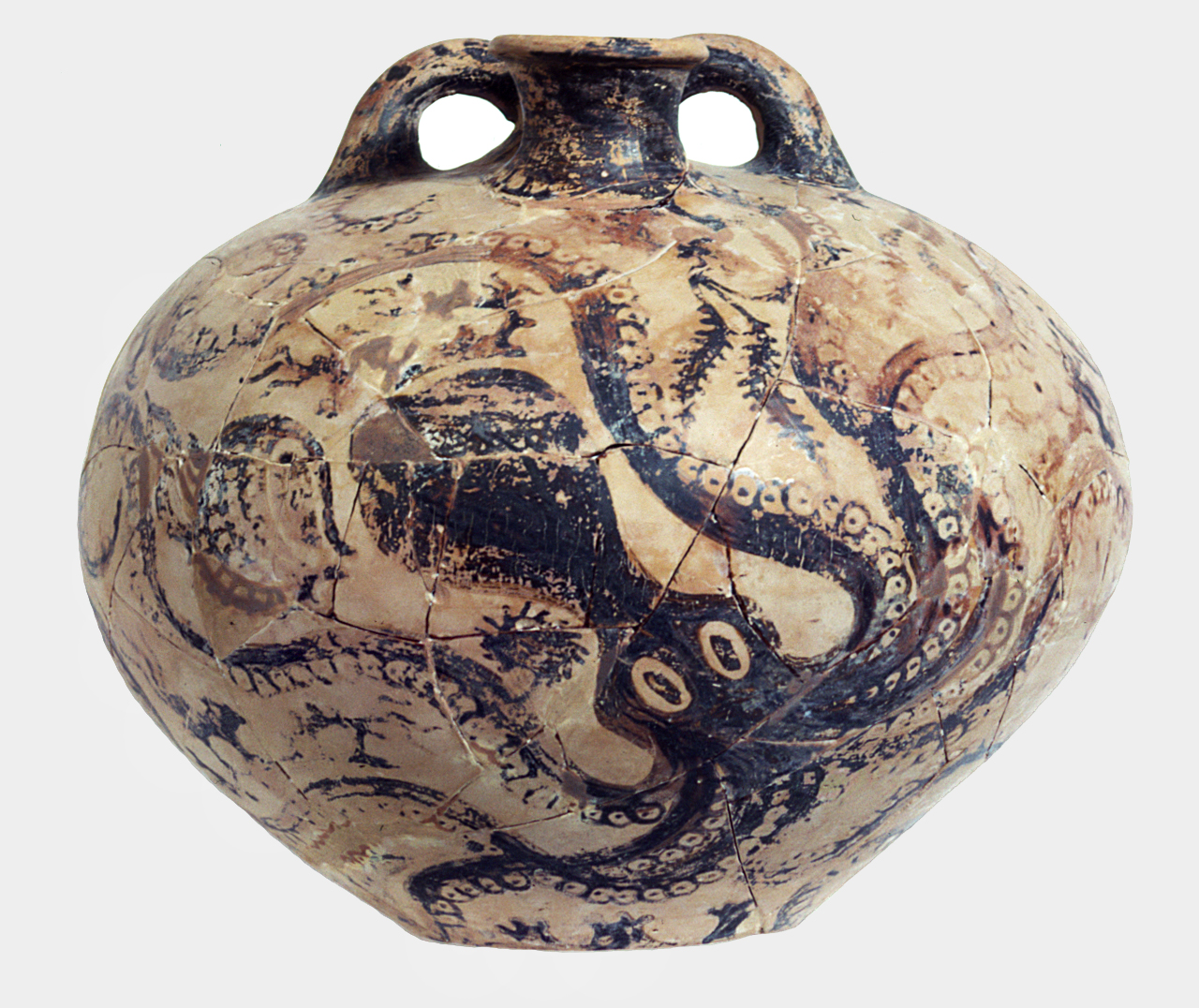
Gerro trobat a Gurnià

| « | ... la característica més destacable és l'expansió de les ciutats de Creta central ... a costa de les ciutats cretenses de l'est ... | » |

En l'última breu transició (MI III), la ceràmica a l'est de Creta comença a cobrir-se de fosc amb decoració de línies i espirals; els primers motius a quadres apareixen juny amb els primers revolts en forma de pètals i bandes de fulles, al jaciment arqueòlogic de Gurnià. Rosetes i espirals apareixen de vegades unides a les bandes. Aquests motius són similars als trobats en els segells. Al nord de Creta central, on anava a sorgir Cnosos, hi ha una petita similitud: el fosc preval sobre lluminoses bandes lineals; copes amb peus comencen a aparèixer

## Minoic Mitjà
Del palau de Cnossos i uns altres més petits com els de Festos, Malia i d'altres llocs, Willetts diu:
| « | Aquests grans palaus eren elements centrals de les ciutats importants ... Aparentment, també van ser centres administratius i religiosos per a les regions autònomes de l'illa._ Willetts, The Civilization of Ancient Crete capítol 4 | » |

El sorgiment de la cultura de palaus, dels «vells palaus» de Cnosos i Festos i del seu nou tipus de societat urbanitzada, centralitzada amb centres de redistribució, requerien de més atuells d'emmagatzematge, alguns d'ells amb característiques especialment prepraradas per complir una varietat de funcions. En els tallers dels palaus, l'estandardització va portar major supervisió de les operacions i el sorgiment de mercaderies d'elit, posant èmfasi en el refinament i la creativitat, d'aquesta manera, es van diferenciar les ceràmiques dels palaus d'aquelles de les províncies.

### Kamares, ceràmica "closca d'ou"
La ceràmica de Kamares va ser nomenada així per la ceràmica trobada en la cova santuari de Kamares a la Muntanya Ida a 1890. És la primera ceràmica policroma de la civilització minoica, encara que les primeres expressions de decoració proto-Kamares és anterior a la introducció del torn de terrisser.

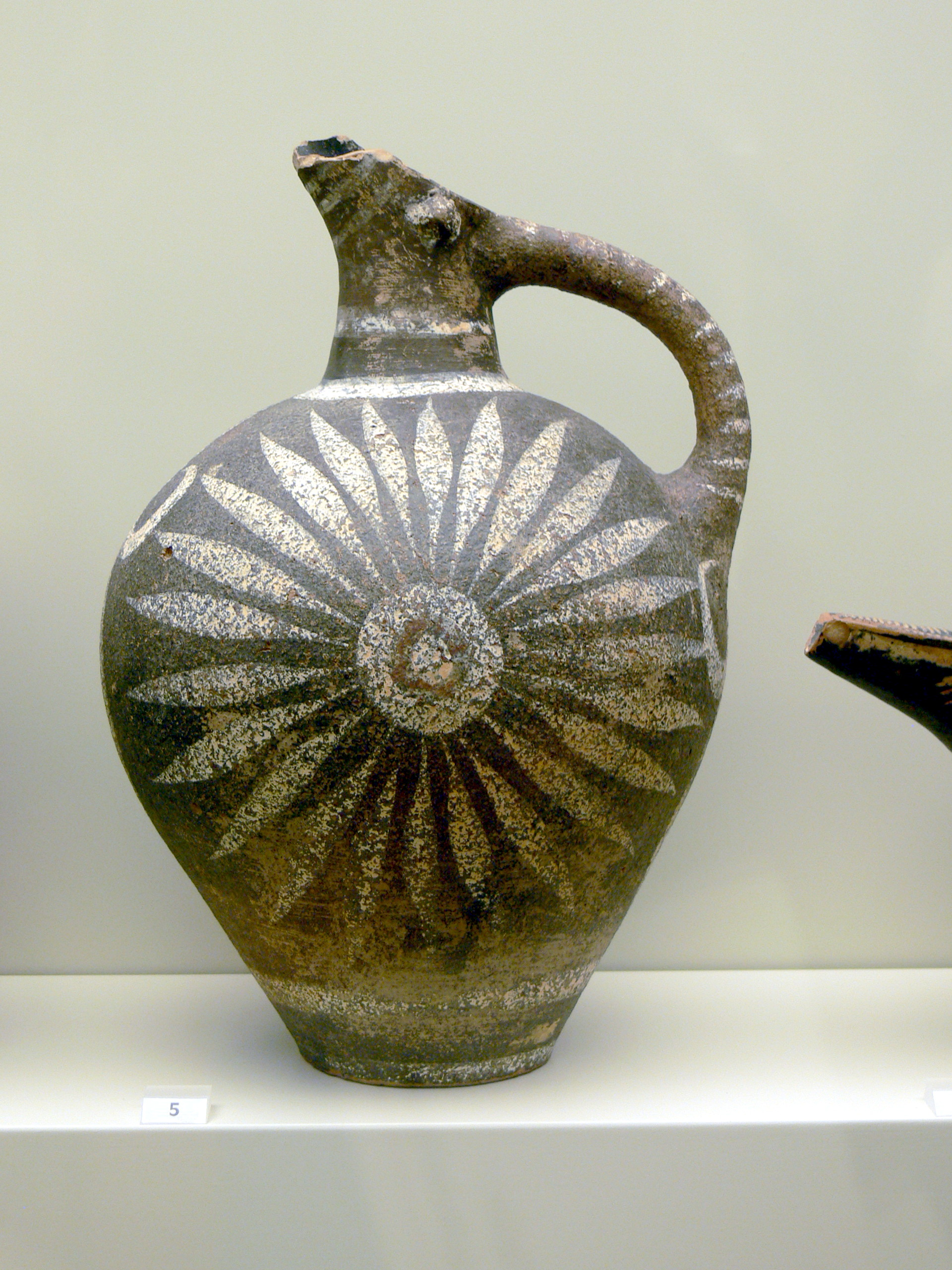
Vas de ceràmica de Kamares del primer període palatí, 2100 a.C. - 1700 a.C.

Amb argila més fina, treballada al torn, permet més precisió en les formes i sota fons foscos brillants, blaus o negres, es decora amb colors blanc, vermell, taronja, groc o marró fluids dissenys florals, amb motius com rosetes, ones, creus potenzadas, esvàstiques o espirals. Els dissenys solen ser repetitius i generalment, compostos simètricament. Comencen aquí els temes naturalistes, amb figures de pops, crustacis, lliris, o palmeres, tots molt estilitzats. Tota la superfície del recipient està densament coberta, i de vegades, l'espai està dividit en bandes. Una varietat és la de «closca d'ou» per tenir el seu cos extremadament prim.
Gisela Walberg el 1976 va identificar quatre etapes en la ceràmica Kamares, amb un «estil clàssic de Kamares» situat en el període MMII, sobretot en el complex del palau de Faistos. Es van introduir noves formes, amb motius curvilinis i radiants.

### Edat de la Eflorescència
Durant el període MMIIB (Minoic Mitjà IIB), la utilització, cada vegada major, de motius extrets de la naturalesa, va anunciar el declivi i la fi de l'estil Kamares. Es caracteritzava per dissenys florals units entre si que cobrien tota la superfície. En el període MMIII (Minoic Mitjà III) va començar a aparèixer l'estil estampat amb dissenys de temàtica vegetal. Aquesta fase va ser reemplaçada per escenes individuals de temàtica vegetal, que marca l'inici de l'estil Floral. Matz es refereix a ella com l'«Edat de la Eflorescència», que va aconseguir el seu apogeu en el període LMIA (Minoico Recent IA).

## Minoic Recent

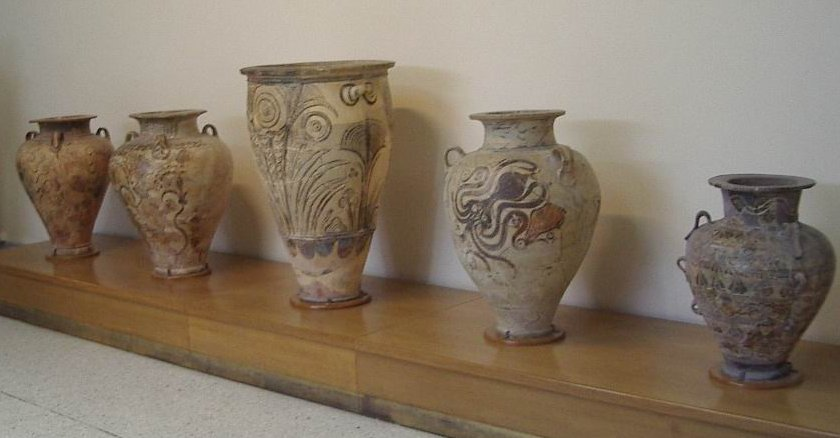
Estils marí i floral.

El període LMI (Minoic Recent I) marca el moment àlgid de la influència minoica en tot el sud de l'Egeu (Peloponès, Cíclades, Dodecanès i el sud-oest de Anatòlia). La ceràmica del Minoic Recent era àmpliament exportada i s'ha trobat en Xipre, Egipte i Micenes.

### Estil marí
Al MFIB l'estil marí sorgeix també; en aquest estil, potser inspirat en els frescos, la superfície sencera de l'atuell era coberta amb criatures marines, pops, peixos i dofins, contra un fons de roques, algues i esponges. L'estil marí va ser l'últim purament minoic; cap al final del MFIB, tots els palaus, excepte Cnosos, van ser violentament destruïts i moltes de les viles i ciutats, a causa de l'erupció del volcà a l'illa de Tera.